# Grigorij Orłow
Grigorij Orłow (ur. 1734, zm. 1783) – faworyt cesarzowej Katarzyny II. Posiadał ogromne wpływy na dworze carskim.
Członek korpusu kadetów. Walczył w wojnie siedmioletniej (1756-1763). Ranny pod Zorndorf. W 1762 pomógł Katarzynie przeprowadzić zamach stanu, po którym przejęła ona władzę.
Nie był uległy wobec cesarzowej, lecz siłą narzucał swą wolę. Stąd coraz większe wpływy zyskiwał bardziej taktowny Grigorij Potiomkin.